# Thiết Sơn Cảng
Thiết Sơn Cảng khu (铁山港区), là một quận của thành phố Bắc Hải, Quảng Tây, Trung Quốc. Quận này có 3 trấn và tổng cộng 39 làng.
- Diện tích: 394 km²
- Dân số: 160.000
- Quận lỵ: Trấn Nam Khang

## Các đơn vị hành chính
3 trấn:
- Nam Khang (南康)
- Doanh Bàn (营盘)
- Hưng Cảng (兴港)